# バルザーゴ
バルザーゴ（伊: Barzago）は、イタリア共和国ロンバルディア州レッコ県にある、人口約2,400人の基礎自治体（コムーネ）。

## 地理

### 位置・広がり
レッコ県南西部のコムーネ。県都レッコから南南西へ13kmの距離にある。

#### 隣接コムーネ
隣接するコムーネは以下の通り。
- バルザノ
- ブルチャーゴ
- カステッロ・ディ・ブリアンツァ
- クレメッラ
- ドルツァーゴ
- ガルバニャーテ・モナステーロ
- シローネ
- シルトリ

### 気候分類・地震分類

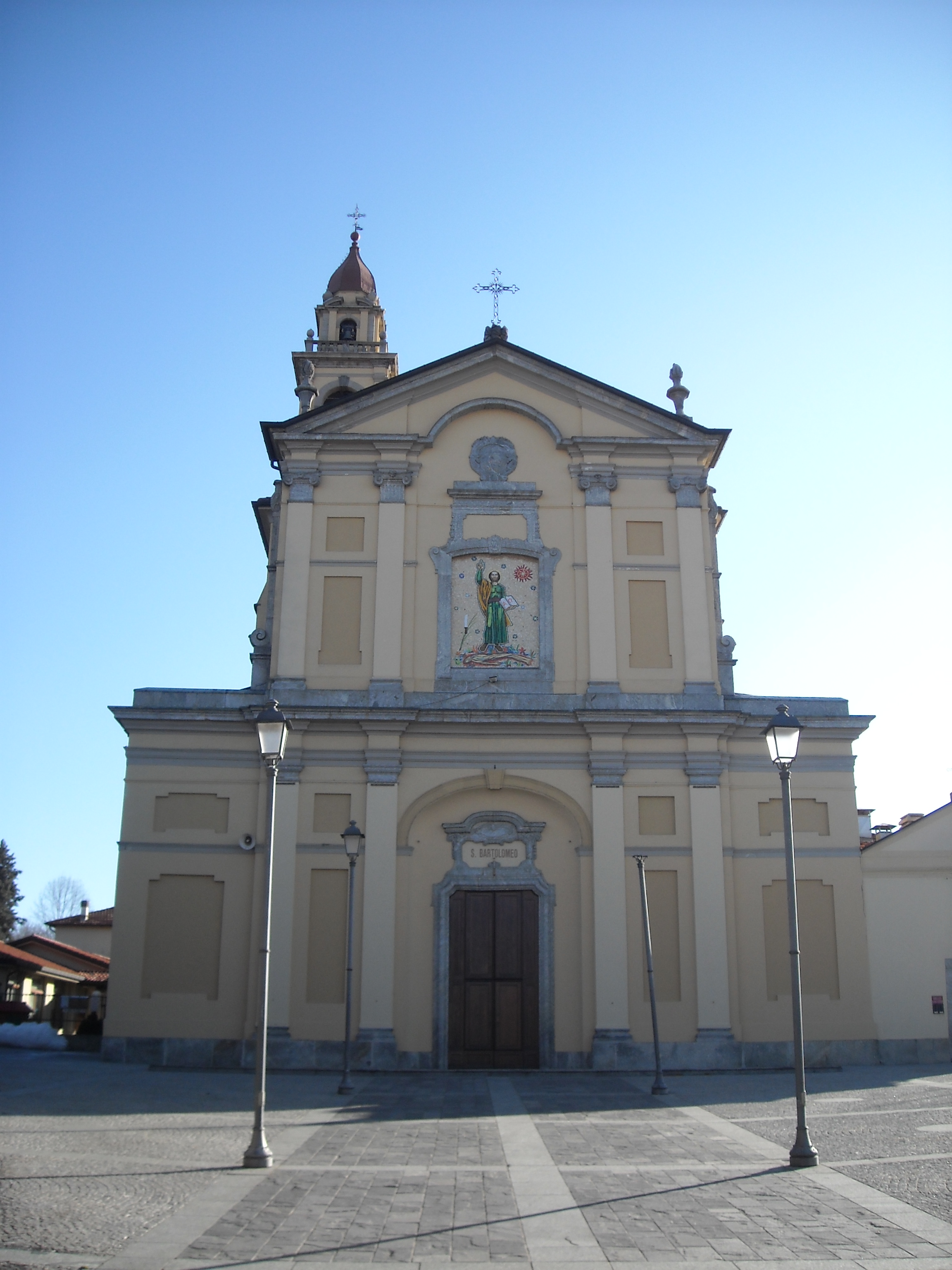
聖バルトロメオ教会

気候分類では、zona E, 2578 GGに分類される。
また、イタリアの地震リスク階級 (it) では、zona 3 (sismicità bassa) に分類される。

## 行政

### 分離集落
バルザーゴには、以下の分離集落（フラツィオーネ）がある。
- Bevera, Bevera di Sirtori, Verdegò